# Tour de California 2017
La 12.ª edición del Tour de California (nombre oficial: Amgen Tour of California) fue una carrera de ciclismo en ruta por etapas que se celebró entre el 14 y el 20 de mayo de 2017 en los Estados Unidos con inicio en la ciudad de Sacramento y final en Pasadena.
Dispuso de siete etapas para un recorrido total de 931 kilómetros.
La carrera formó parte del UCI WorldTour 2017, por primera vez 2.UWT. calendario ciclístico de máximo nivel mundial, siendo la vigésimo segunda carrera de dicho circuito. Previamente la carrera hacía parte de la categoría 2.HC en el calendario UCI America Tour desde 2006.

## Equipos participantes
Tomaron parte en la carrera 16 equipos: 11 de categoría UCI WorldTour 2017 invitados por la organización; 3 de categoría Profesional Continental; 2 de categoría Continental. Los equipos participantes fueron:
| WorldTeams (12)- Astana - BMC Racing Team - Bora-Hansgrohe - Cannondale-Drapac - Dimension Data - Katusha-Alpecin - Lotto NL-Jumbo - Quick-Step Floors - Sky - Trek-Segafredo - Team Sunweb - UAE Team Emirates Equipos continentales profesionales (3)- Cofidis, Solutions Crédits - Novo Nordisk - UnitedHealthcare Equipos continentales (2)- Jelly Belly-Maxxis - Rally Cycling |
| |

## Etapas
| Etapa     | Fecha     | Recorrido                     | type                    | Distancia (km) | Ganador         | Líder          |
| --------- | --------- | ----------------------------- | ----------------------- | -------------- | --------------- | -------------- |
| 1.ª etapa | 14 de may | Sacramento – Sacramento       | etapa llana             | 167,5          | Marcel Kittel   | Marcel Kittel  |
| 2.ª etapa | 15 de may | Modesto – San José            | etapa de media montaña  | 144,5          | Rafał Majka     | Rafał Majka    |
| 3.ª etapa | 16 de may | Pismo Beach – Morro Bay       | etapa llana             | 192,5          | Peter Sagan     | Rafał Majka    |
| 4.ª etapa | 17 de may | Santa Bárbara – Santa Clarita | etapa escarpada         | 159,5          | Evan Huffman    | Rafał Majka    |
| 5.ª etapa | 18 de may | Ontario – Monte San Antonio   | etapa de montaña        | 125,5          | Andrew Talansky | Rafał Majka    |
| 6.ª etapa | 19 de may | Big Bear Lake – Big Bear Lake | contrarreloj individual | 24             | Jonathan Dibben | George Bennett |
| 7.ª etapa | 20 de may | Mountain High – Pasadena      | etapa de media montaña  | 125            | Evan Huffman    | George Bennett |

## Desarrollo de la carrera

### Etapa 1
| \| Clasificación de la etapa \| Clasificación de la etapa \| Clasificación de la etapa \| Clasificación de la etapa \| Clasificación de la etapa \| \| Ciclista \| Ciclista \| Equipo \| Tiempo \| \| \| ------------------------- \| --------------------------- \| -------------------------- \| ------------------------- \| ------------------------- \| \| 1.º \| Marcel Kittel \| Quick-Step Floors \| 3 h 45 min 35 s \| \| \| 2.º \| Peter Sagan \| Bora-Hansgrohe \| + 0 s \| \| \| 3.º \| Elia Viviani \| Team Sky \| + 0 s \| \| \| 4.º \| John Degenkolb \| Trek-Segafredo \| + 0 s \| \| \| 5.º \| Jean-Pierre Drucker \| BMC Racing Team \| + 0 s \| \| \| 6.º \| Reinardt Janse van Rensburg \| Dimension Data \| + 0 s \| \| \| 7.º \| Jonas Van Genechten \| Cofidis, Solutions Crédits \| + 0 s \| \| \| 8.º \| Marko Kump \| UAE Team Emirates \| + 0 s \| \| \| 9.º \| Wouter Wippert \| Cannondale-Drapac \| + 0 s \| \| \| 10.º \| Travis McCabe \| UnitedHealthcare \| + 0 s \| \| |                             |                            |                 |
| |                             |                            |                 |
| Fuente: ProCyclingStats |                             |                            |                 |
| Clasificación de la etapa |                             |                            |                 |
| Ciclista | Ciclista                    | Equipo                     | Tiempo          |
| 1.º | Marcel Kittel               | Quick-Step Floors          | 3 h 45 min 35 s |
| 2.º | Peter Sagan                 | Bora-Hansgrohe             | + 0 s           |
| 3.º | Elia Viviani                | Team Sky                   | + 0 s           |
| 4.º | John Degenkolb              | Trek-Segafredo             | + 0 s           |
| 5.º | Jean-Pierre Drucker         | BMC Racing Team            | + 0 s           |
| 6.º | Reinardt Janse van Rensburg | Dimension Data             | + 0 s           |
| 7.º | Jonas Van Genechten         | Cofidis, Solutions Crédits | + 0 s           |
| 8.º | Marko Kump                  | UAE Team Emirates          | + 0 s           |
| 9.º | Wouter Wippert              | Cannondale-Drapac          | + 0 s           |
| 10.º | Travis McCabe               | UnitedHealthcare           | + 0 s           |

| \| Clasificación general \| Clasificación general \| Clasificación general \| Clasificación general \| Clasificación general \| \| Ciclista \| Ciclista \| Equipo \| Tiempo \| \| \| --------------------- \| --------------------------- \| -------------------------- \| --------------------- \| --------------------- \| \| 1.º \| Marcel Kittel \| Quick-Step Floors \| 3 h 45 min 25 s \| \| \| 2.º \| Peter Sagan \| Bora-Hansgrohe \| + 4 s \| \| \| 3.º \| Elia Viviani \| Team Sky \| + 6 s \| \| \| 4.º \| Floris Gerts \| BMC Racing Team \| + 9 s \| \| \| 5.º \| Jonathan Clarke \| UnitedHealthcare \| + 9 s \| \| \| 6.º \| John Degenkolb \| Trek-Segafredo \| + 10 s \| \| \| 7.º \| Jean-Pierre Drucker \| BMC Racing Team \| + 10 s \| \| \| 8.º \| Reinardt Janse van Rensburg \| Dimension Data \| + 10 s \| \| \| 9.º \| Jonas Van Genechten \| Cofidis, Solutions Crédits \| + 10 s \| \| \| 10.º \| Marko Kump \| UAE Team Emirates \| + 10 s \| \| |                             |                            |                 |
| |                             |                            |                 |
| Fuente: ProCyclingStats |                             |                            |                 |
| Clasificación general |                             |                            |                 |
| Ciclista | Ciclista                    | Equipo                     | Tiempo          |
| 1.º | Marcel Kittel               | Quick-Step Floors          | 3 h 45 min 25 s |
| 2.º | Peter Sagan                 | Bora-Hansgrohe             | + 4 s           |
| 3.º | Elia Viviani                | Team Sky                   | + 6 s           |
| 4.º | Floris Gerts                | BMC Racing Team            | + 9 s           |
| 5.º | Jonathan Clarke             | UnitedHealthcare           | + 9 s           |
| 6.º | John Degenkolb              | Trek-Segafredo             | + 10 s          |
| 7.º | Jean-Pierre Drucker         | BMC Racing Team            | + 10 s          |
| 8.º | Reinardt Janse van Rensburg | Dimension Data             | + 10 s          |
| 9.º | Jonas Van Genechten         | Cofidis, Solutions Crédits | + 10 s          |
| 10.º | Marko Kump                  | UAE Team Emirates          | + 10 s          |

### Etapa 2
| \| Clasificación de la etapa \| Clasificación de la etapa \| Clasificación de la etapa \| Clasificación de la etapa \| Clasificación de la etapa \| \| Ciclista \| Ciclista \| Equipo \| Tiempo \| \| \| ------------------------- \| ------------------------- \| ------------------------- \| ------------------------- \| ------------------------- \| \| 1.º \| Rafał Majka \| Bora-Hansgrohe \| 3 h 43 min 46 s \| \| \| 2.º \| George Bennett \| LottoNL-Jumbo \| + 0 s \| \| \| 3.º \| Ian Boswell \| Team Sky \| + 7 s \| \| \| 4.º \| Lachlan Morton \| Dimension Data \| + 7 s \| \| \| 5.º \| Robert Gesink \| LottoNL-Jumbo \| + 37 s \| \| \| 6.º \| Brent Bookwalter \| BMC Racing Team \| + 37 s \| \| \| 7.º \| Tao Geoghegan Hart \| Team Sky \| + 37 s \| \| \| 8.º \| Sam Oomen \| Team Sunweb \| + 37 s \| \| \| 9.º \| Enric Mas \| Quick-Step Floors \| + 37 s \| \| \| 10.º \| Andrew Talansky \| Cannondale-Drapac \| + 37 s \| \| |                    |                   |                 |
| |                    |                   |                 |
| Fuente: ProCyclingStats |                    |                   |                 |
| Clasificación de la etapa |                    |                   |                 |
| Ciclista | Ciclista           | Equipo            | Tiempo          |
| 1.º | Rafał Majka        | Bora-Hansgrohe    | 3 h 43 min 46 s |
| 2.º | George Bennett     | LottoNL-Jumbo     | + 0 s           |
| 3.º | Ian Boswell        | Team Sky          | + 7 s           |
| 4.º | Lachlan Morton     | Dimension Data    | + 7 s           |
| 5.º | Robert Gesink      | LottoNL-Jumbo     | + 37 s          |
| 6.º | Brent Bookwalter   | BMC Racing Team   | + 37 s          |
| 7.º | Tao Geoghegan Hart | Team Sky          | + 37 s          |
| 8.º | Sam Oomen          | Team Sunweb       | + 37 s          |
| 9.º | Enric Mas          | Quick-Step Floors | + 37 s          |
| 10.º | Andrew Talansky    | Cannondale-Drapac | + 37 s          |

| \| Clasificación general \| Clasificación general \| Clasificación general \| Clasificación general \| Clasificación general \| \| Ciclista \| Ciclista \| Equipo \| Tiempo \| \| \| --------------------- \| --------------------- \| --------------------- \| --------------------- \| --------------------- \| \| 1.º \| Rafał Majka \| Bora-Hansgrohe \| 7 h 29 min 14 s \| \| \| 2.º \| George Bennett \| LottoNL-Jumbo \| + 2 s \| \| \| 3.º \| Ian Boswell \| Team Sky \| + 14 s \| \| \| 4.º \| Lachlan Morton \| Dimension Data \| + 16 s \| \| \| 5.º \| Robert Gesink \| LottoNL-Jumbo \| + 48 s \| \| \| 6.º \| Brent Bookwalter \| BMC Racing Team \| + 48 s \| \| \| 7.º \| Sam Oomen \| Team Sunweb \| + 48 s \| \| \| 8.º \| Andrew Talansky \| Cannondale-Drapac \| + 48 s \| \| \| 9.º \| Maximilian Schachmann \| Quick-Step Floors \| + 48 s \| \| \| 10.º \| Vegard Stake Laengen \| UAE Team Emirates \| + 48 s \| \| |                       |                   |                 |
| |                       |                   |                 |
| Fuente: ProCyclingStats |                       |                   |                 |
| Clasificación general |                       |                   |                 |
| Ciclista | Ciclista              | Equipo            | Tiempo          |
| 1.º | Rafał Majka           | Bora-Hansgrohe    | 7 h 29 min 14 s |
| 2.º | George Bennett        | LottoNL-Jumbo     | + 2 s           |
| 3.º | Ian Boswell           | Team Sky          | + 14 s          |
| 4.º | Lachlan Morton        | Dimension Data    | + 16 s          |
| 5.º | Robert Gesink         | LottoNL-Jumbo     | + 48 s          |
| 6.º | Brent Bookwalter      | BMC Racing Team   | + 48 s          |
| 7.º | Sam Oomen             | Team Sunweb       | + 48 s          |
| 8.º | Andrew Talansky       | Cannondale-Drapac | + 48 s          |
| 9.º | Maximilian Schachmann | Quick-Step Floors | + 48 s          |
| 10.º | Vegard Stake Laengen  | UAE Team Emirates | + 48 s          |

### Etapa 3
| \| Clasificación de la etapa \| Clasificación de la etapa \| Clasificación de la etapa \| Clasificación de la etapa \| Clasificación de la etapa \| \| Ciclista \| Ciclista \| Equipo \| Tiempo \| \| \| ------------------------- \| --------------------------- \| ------------------------- \| ------------------------- \| ------------------------- \| \| 1.º \| Peter Sagan \| Bora-Hansgrohe \| 4 h 53 min 26 s \| \| \| 2.º \| Rick Zabel \| Katusha-Alpecin \| + 0 s \| \| \| 3.º \| Simone Consonni \| UAE Team Emirates \| + 0 s \| \| \| 4.º \| Alexander Kristoff \| Katusha-Alpecin \| + 0 s \| \| \| 5.º \| Jean-Pierre Drucker \| BMC Racing Team \| + 0 s \| \| \| 6.º \| Reinardt Janse van Rensburg \| Dimension Data \| + 0 s \| \| \| 7.º \| Taylor Phinney \| Cannondale-Drapac \| + 0 s \| \| \| 8.º \| Ramon Sinkeldam \| Team Sunweb \| + 0 s \| \| \| 9.º \| Travis McCabe \| UnitedHealthcare \| + 0 s \| \| \| 10.º \| Mike Teunissen \| Team Sunweb \| + 0 s \| \| |                             |                   |                 |
| |                             |                   |                 |
| Fuente: ProCyclingStats |                             |                   |                 |
| Clasificación de la etapa |                             |                   |                 |
| Ciclista | Ciclista                    | Equipo            | Tiempo          |
| 1.º | Peter Sagan                 | Bora-Hansgrohe    | 4 h 53 min 26 s |
| 2.º | Rick Zabel                  | Katusha-Alpecin   | + 0 s           |
| 3.º | Simone Consonni             | UAE Team Emirates | + 0 s           |
| 4.º | Alexander Kristoff          | Katusha-Alpecin   | + 0 s           |
| 5.º | Jean-Pierre Drucker         | BMC Racing Team   | + 0 s           |
| 6.º | Reinardt Janse van Rensburg | Dimension Data    | + 0 s           |
| 7.º | Taylor Phinney              | Cannondale-Drapac | + 0 s           |
| 8.º | Ramon Sinkeldam             | Team Sunweb       | + 0 s           |
| 9.º | Travis McCabe               | UnitedHealthcare  | + 0 s           |
| 10.º | Mike Teunissen              | Team Sunweb       | + 0 s           |

| \| Clasificación general \| Clasificación general \| Clasificación general \| Clasificación general \| Clasificación general \| \| Ciclista \| Ciclista \| Equipo \| Tiempo \| \| \| --------------------- \| --------------------- \| --------------------- \| --------------------- \| --------------------- \| \| 1.º \| Rafał Majka \| Bora-Hansgrohe \| 12 h 22 min 43 s \| \| \| 2.º \| George Bennett \| LottoNL-Jumbo \| + 2 s \| \| \| 3.º \| Ian Boswell \| Team Sky \| + 14 s \| \| \| 4.º \| Lachlan Morton \| Dimension Data \| + 16 s \| \| \| 5.º \| Robert Gesink \| LottoNL-Jumbo \| + 45 s \| \| \| 6.º \| Brent Bookwalter \| BMC Racing Team \| + 48 s \| \| \| 7.º \| Sam Oomen \| Team Sunweb \| + 48 s \| \| \| 8.º \| Andrew Talansky \| Cannondale-Drapac \| + 48 s \| \| \| 9.º \| Vegard Stake Laengen \| UAE Team Emirates \| + 48 s \| \| \| 10.º \| Maximilian Schachmann \| Quick-Step Floors \| + 48 s \| \| |                       |                   |                  |
| |                       |                   |                  |
| Fuente: ProCyclingStats |                       |                   |                  |
| Clasificación general |                       |                   |                  |
| Ciclista | Ciclista              | Equipo            | Tiempo           |
| 1.º | Rafał Majka           | Bora-Hansgrohe    | 12 h 22 min 43 s |
| 2.º | George Bennett        | LottoNL-Jumbo     | + 2 s            |
| 3.º | Ian Boswell           | Team Sky          | + 14 s           |
| 4.º | Lachlan Morton        | Dimension Data    | + 16 s           |
| 5.º | Robert Gesink         | LottoNL-Jumbo     | + 45 s           |
| 6.º | Brent Bookwalter      | BMC Racing Team   | + 48 s           |
| 7.º | Sam Oomen             | Team Sunweb       | + 48 s           |
| 8.º | Andrew Talansky       | Cannondale-Drapac | + 48 s           |
| 9.º | Vegard Stake Laengen  | UAE Team Emirates | + 48 s           |
| 10.º | Maximilian Schachmann | Quick-Step Floors | + 48 s           |

### Etapa 4
| \| Clasificación de la etapa \| Clasificación de la etapa \| Clasificación de la etapa \| Clasificación de la etapa \| Clasificación de la etapa \| \| Ciclista \| Ciclista \| Equipo \| Tiempo \| \| \| ------------------------- \| ------------------------- \| -------------------------- \| ------------------------- \| ------------------------- \| \| 1.º \| Evan Huffman \| Rally Cycling \| 3 h 41 min 52 s \| \| \| 2.º \| Rob Britton \| Rally Cycling \| + 0 s \| \| \| 3.º \| Lennard Hofstede \| Team Sunweb \| + 0 s \| \| \| 4.º \| Mathias Le Turnier \| Cofidis, Solutions Crédits \| + 0 s \| \| \| 5.º \| Gavin Mannion \| UnitedHealthcare \| + 0 s \| \| \| 6.º \| Peter Sagan \| Bora-Hansgrohe \| + 13 s \| \| \| 7.º \| John Degenkolb \| Trek-Segafredo \| + 13 s \| \| \| 8.º \| Marcel Kittel \| Quick-Step Floors \| + 13 s \| \| \| 9.º \| Alexander Kristoff \| Katusha-Alpecin \| + 13 s \| \| \| 10.º \| Simone Consonni \| UAE Team Emirates \| + 13 s \| \| |                    |                            |                 |
| |                    |                            |                 |
| Fuente: ProCyclingStats |                    |                            |                 |
| Clasificación de la etapa |                    |                            |                 |
| Ciclista | Ciclista           | Equipo                     | Tiempo          |
| 1.º | Evan Huffman       | Rally Cycling              | 3 h 41 min 52 s |
| 2.º | Rob Britton        | Rally Cycling              | + 0 s           |
| 3.º | Lennard Hofstede   | Team Sunweb                | + 0 s           |
| 4.º | Mathias Le Turnier | Cofidis, Solutions Crédits | + 0 s           |
| 5.º | Gavin Mannion      | UnitedHealthcare           | + 0 s           |
| 6.º | Peter Sagan        | Bora-Hansgrohe             | + 13 s          |
| 7.º | John Degenkolb     | Trek-Segafredo             | + 13 s          |
| 8.º | Marcel Kittel      | Quick-Step Floors          | + 13 s          |
| 9.º | Alexander Kristoff | Katusha-Alpecin            | + 13 s          |
| 10.º | Simone Consonni    | UAE Team Emirates          | + 13 s          |

| \| Clasificación general \| Clasificación general \| Clasificación general \| Clasificación general \| Clasificación general \| \| Ciclista \| Ciclista \| Equipo \| Tiempo \| \| \| --------------------- \| --------------------- \| --------------------- \| --------------------- \| --------------------- \| \| 1.º \| Rafał Majka \| Bora-Hansgrohe \| 16 h 04 min 48 s \| \| \| 2.º \| George Bennett \| LottoNL-Jumbo \| + 2 s \| \| \| 3.º \| Ian Boswell \| Team Sky \| + 14 s \| \| \| 4.º \| Lachlan Morton \| Dimension Data \| + 16 s \| \| \| 5.º \| Robert Gesink \| LottoNL-Jumbo \| + 45 s \| \| \| 6.º \| Brent Bookwalter \| BMC Racing Team \| + 48 s \| \| \| 7.º \| Sam Oomen \| Team Sunweb \| + 48 s \| \| \| 8.º \| Andrew Talansky \| Cannondale-Drapac \| + 48 s \| \| \| 9.º \| Vegard Stake Laengen \| UAE Team Emirates \| + 48 s \| \| \| 10.º \| Maximilian Schachmann \| Quick-Step Floors \| + 48 s \| \| |                       |                   |                  |
| |                       |                   |                  |
| Fuente: ProCyclingStats |                       |                   |                  |
| Clasificación general |                       |                   |                  |
| Ciclista | Ciclista              | Equipo            | Tiempo           |
| 1.º | Rafał Majka           | Bora-Hansgrohe    | 16 h 04 min 48 s |
| 2.º | George Bennett        | LottoNL-Jumbo     | + 2 s            |
| 3.º | Ian Boswell           | Team Sky          | + 14 s           |
| 4.º | Lachlan Morton        | Dimension Data    | + 16 s           |
| 5.º | Robert Gesink         | LottoNL-Jumbo     | + 45 s           |
| 6.º | Brent Bookwalter      | BMC Racing Team   | + 48 s           |
| 7.º | Sam Oomen             | Team Sunweb       | + 48 s           |
| 8.º | Andrew Talansky       | Cannondale-Drapac | + 48 s           |
| 9.º | Vegard Stake Laengen  | UAE Team Emirates | + 48 s           |
| 10.º | Maximilian Schachmann | Quick-Step Floors | + 48 s           |

### Etapa 5
| \| Clasificación de la etapa \| Clasificación de la etapa \| Clasificación de la etapa \| Clasificación de la etapa \| Clasificación de la etapa \| \| Ciclista \| Ciclista \| Equipo \| Tiempo \| \| \| ------------------------- \| ------------------------- \| ------------------------- \| ------------------------- \| ------------------------- \| \| 1.º \| Andrew Talansky \| Cannondale-Drapac \| 3 h 43 min 15 s \| \| \| 2.º \| Rafał Majka \| Bora-Hansgrohe \| + 0 s \| \| \| 3.º \| George Bennett \| LottoNL-Jumbo \| + 2 s \| \| \| 4.º \| Ian Boswell \| Team Sky \| + 5 s \| \| \| 5.º \| Brent Bookwalter \| BMC Racing Team \| + 8 s \| \| \| 6.º \| Sam Oomen \| Team Sunweb \| + 20 s \| \| \| 7.º \| Lachlan Morton \| Dimension Data \| + 27 s \| \| \| 8.º \| Tao Geoghegan Hart \| Team Sky \| + 40 s \| \| \| 9.º \| Robert Gesink \| LottoNL-Jumbo \| + 40 s \| \| \| 10.º \| Sepp Kuss \| Rally Cycling \| + 56 s \| \| |                    |                   |                 |
| |                    |                   |                 |
| Fuente: ProCyclingStats |                    |                   |                 |
| Clasificación de la etapa |                    |                   |                 |
| Ciclista | Ciclista           | Equipo            | Tiempo          |
| 1.º | Andrew Talansky    | Cannondale-Drapac | 3 h 43 min 15 s |
| 2.º | Rafał Majka        | Bora-Hansgrohe    | + 0 s           |
| 3.º | George Bennett     | LottoNL-Jumbo     | + 2 s           |
| 4.º | Ian Boswell        | Team Sky          | + 5 s           |
| 5.º | Brent Bookwalter   | BMC Racing Team   | + 8 s           |
| 6.º | Sam Oomen          | Team Sunweb       | + 20 s          |
| 7.º | Lachlan Morton     | Dimension Data    | + 27 s          |
| 8.º | Tao Geoghegan Hart | Team Sky          | + 40 s          |
| 9.º | Robert Gesink      | LottoNL-Jumbo     | + 40 s          |
| 10.º | Sepp Kuss          | Rally Cycling     | + 56 s          |

| \| Clasificación general \| Clasificación general \| Clasificación general \| Clasificación general \| Clasificación general \| \| Ciclista \| Ciclista \| Equipo \| Tiempo \| \| \| --------------------- \| --------------------- \| --------------------- \| --------------------- \| --------------------- \| \| 1.º \| Rafał Majka \| Bora-Hansgrohe \| 19 h 47 min 57 s \| \| \| 2.º \| George Bennett \| LottoNL-Jumbo \| + 6 s \| \| \| 3.º \| Ian Boswell \| Team Sky \| + 25 s \| \| \| 4.º \| Andrew Talansky \| Cannondale-Drapac \| + 44 s \| \| \| 5.º \| Lachlan Morton \| Dimension Data \| + 49 s \| \| \| 6.º \| Brent Bookwalter \| BMC Racing Team \| + 1 min 02 s \| \| \| 7.º \| Sam Oomen \| Team Sunweb \| + 1 min 14 s \| \| \| 8.º \| Robert Gesink \| LottoNL-Jumbo \| + 1 min 31 s \| \| \| 9.º \| Tao Geoghegan Hart \| Team Sky \| + 1 min 34 s \| \| \| 10.º \| Vegard Stake Laengen \| UAE Team Emirates \| + 1 min 50 s \| \| |                      |                   |                  |
| |                      |                   |                  |
| Fuente: ProCyclingStats |                      |                   |                  |
| Clasificación general |                      |                   |                  |
| Ciclista | Ciclista             | Equipo            | Tiempo           |
| 1.º | Rafał Majka          | Bora-Hansgrohe    | 19 h 47 min 57 s |
| 2.º | George Bennett       | LottoNL-Jumbo     | + 6 s            |
| 3.º | Ian Boswell          | Team Sky          | + 25 s           |
| 4.º | Andrew Talansky      | Cannondale-Drapac | + 44 s           |
| 5.º | Lachlan Morton       | Dimension Data    | + 49 s           |
| 6.º | Brent Bookwalter     | BMC Racing Team   | + 1 min 02 s     |
| 7.º | Sam Oomen            | Team Sunweb       | + 1 min 14 s     |
| 8.º | Robert Gesink        | LottoNL-Jumbo     | + 1 min 31 s     |
| 9.º | Tao Geoghegan Hart   | Team Sky          | + 1 min 34 s     |
| 10.º | Vegard Stake Laengen | UAE Team Emirates | + 1 min 50 s     |

### Etapa 6
| \| Clasificación de la etapa \| Clasificación de la etapa \| Clasificación de la etapa \| Clasificación de la etapa \| Clasificación de la etapa \| \| Ciclista \| Ciclista \| Equipo \| Tiempo \| \| \| ------------------------- \| ------------------------- \| ------------------------- \| ------------------------- \| ------------------------- \| \| 1.º \| Jonathan Dibben \| Team Sky \| 28 min 27 s \| \| \| 2.º \| Brent Bookwalter \| BMC Racing Team \| + 7 s \| \| \| 3.º \| Andrew Talansky \| Cannondale-Drapac \| + 16 s \| \| \| 4.º \| George Bennett \| LottoNL-Jumbo \| + 18 s \| \| \| 5.º \| Filippo Ganna \| UAE Team Emirates \| + 21 s \| \| \| 6.º \| Maximilian Schachmann \| Quick-Step Floors \| + 21 s \| \| \| 7.º \| Peter Sagan \| Bora-Hansgrohe \| + 23 s \| \| \| 8.º \| Maciej Bodnar \| Bora-Hansgrohe \| + 23 s \| \| \| 9.º \| Martin Elmiger \| BMC Racing Team \| + 25 s \| \| \| 10.º \| Nils Politt \| Katusha-Alpecin \| + 27 s \| \| |                       |                   |             |
| |                       |                   |             |
| Fuente: ProCyclingStats |                       |                   |             |
| Clasificación de la etapa |                       |                   |             |
| Ciclista | Ciclista              | Equipo            | Tiempo      |
| 1.º | Jonathan Dibben       | Team Sky          | 28 min 27 s |
| 2.º | Brent Bookwalter      | BMC Racing Team   | + 7 s       |
| 3.º | Andrew Talansky       | Cannondale-Drapac | + 16 s      |
| 4.º | George Bennett        | LottoNL-Jumbo     | + 18 s      |
| 5.º | Filippo Ganna         | UAE Team Emirates | + 21 s      |
| 6.º | Maximilian Schachmann | Quick-Step Floors | + 21 s      |
| 7.º | Peter Sagan           | Bora-Hansgrohe    | + 23 s      |
| 8.º | Maciej Bodnar         | Bora-Hansgrohe    | + 23 s      |
| 9.º | Martin Elmiger        | BMC Racing Team   | + 25 s      |
| 10.º | Nils Politt           | Katusha-Alpecin   | + 27 s      |

| \| Clasificación general \| Clasificación general \| Clasificación general \| Clasificación general \| Clasificación general \| \| Ciclista \| Ciclista \| Equipo \| Tiempo \| \| \| --------------------- \| --------------------- \| --------------------- \| --------------------- \| --------------------- \| \| 1.º \| George Bennett \| LottoNL-Jumbo \| 20 h 16 min 48 s \| \| \| 2.º \| Rafał Majka \| Bora-Hansgrohe \| + 35 s \| \| \| 3.º \| Andrew Talansky \| Cannondale-Drapac \| + 36 s \| \| \| 4.º \| Brent Bookwalter \| BMC Racing Team \| + 45 s \| \| \| 5.º \| Ian Boswell \| Team Sky \| + 1 min 00 s \| \| \| 6.º \| Vegard Stake Laengen \| UAE Team Emirates \| + 1 min 54 s \| \| \| 7.º \| Tao Geoghegan Hart \| Team Sky \| + 2 min 12 s \| \| \| 8.º \| Sam Oomen \| Team Sunweb \| + 2 min 15 s \| \| \| 9.º \| Lachlan Morton \| Dimension Data \| + 2 min 20 s \| \| \| 10.º \| Haimar Zubeldia \| Trek-Segafredo \| + 3 min 14 s \| \| |                      |                   |                  |
| |                      |                   |                  |
| Fuente: ProCyclingStats |                      |                   |                  |
| Clasificación general |                      |                   |                  |
| Ciclista | Ciclista             | Equipo            | Tiempo           |
| 1.º | George Bennett       | LottoNL-Jumbo     | 20 h 16 min 48 s |
| 2.º | Rafał Majka          | Bora-Hansgrohe    | + 35 s           |
| 3.º | Andrew Talansky      | Cannondale-Drapac | + 36 s           |
| 4.º | Brent Bookwalter     | BMC Racing Team   | + 45 s           |
| 5.º | Ian Boswell          | Team Sky          | + 1 min 00 s     |
| 6.º | Vegard Stake Laengen | UAE Team Emirates | + 1 min 54 s     |
| 7.º | Tao Geoghegan Hart   | Team Sky          | + 2 min 12 s     |
| 8.º | Sam Oomen            | Team Sunweb       | + 2 min 15 s     |
| 9.º | Lachlan Morton       | Dimension Data    | + 2 min 20 s     |
| 10.º | Haimar Zubeldia      | Trek-Segafredo    | + 3 min 14 s     |

### Etapa 7
| \| Clasificación de la etapa \| Clasificación de la etapa \| Clasificación de la etapa \| Clasificación de la etapa \| Clasificación de la etapa \| \| Ciclista \| Ciclista \| Equipo \| Tiempo \| \| \| ------------------------- \| ------------------------- \| -------------------------- \| ------------------------- \| ------------------------- \| \| 1.º \| Evan Huffman \| Rally Cycling \| 2 h 37 min 28 s \| \| \| 2.º \| David López García \| Team Sky \| + 0 s \| \| \| 3.º \| Nicolas Edet \| Cofidis, Solutions Crédits \| + 0 s \| \| \| 4.º \| Lachlan Morton \| Dimension Data \| + 0 s \| \| \| 5.º \| Rob Britton \| Rally Cycling \| + 0 s \| \| \| 6.º \| Peter Sagan \| Bora-Hansgrohe \| + 22 s \| \| \| 7.º \| Matteo Trentin \| Quick-Step Floors \| + 22 s \| \| \| 8.º \| John Degenkolb \| Trek-Segafredo \| + 22 s \| \| \| 9.º \| Benjamin King \| Dimension Data \| + 22 s \| \| \| 10.º \| Jhonatan Restrepo \| Katusha-Alpecin \| + 22 s \| \| |                    |                            |                 |
| |                    |                            |                 |
| Fuente: ProCyclingStats |                    |                            |                 |
| Clasificación de la etapa |                    |                            |                 |
| Ciclista | Ciclista           | Equipo                     | Tiempo          |
| 1.º | Evan Huffman       | Rally Cycling              | 2 h 37 min 28 s |
| 2.º | David López García | Team Sky                   | + 0 s           |
| 3.º | Nicolas Edet       | Cofidis, Solutions Crédits | + 0 s           |
| 4.º | Lachlan Morton     | Dimension Data             | + 0 s           |
| 5.º | Rob Britton        | Rally Cycling              | + 0 s           |
| 6.º | Peter Sagan        | Bora-Hansgrohe             | + 22 s          |
| 7.º | Matteo Trentin     | Quick-Step Floors          | + 22 s          |
| 8.º | John Degenkolb     | Trek-Segafredo             | + 22 s          |
| 9.º | Benjamin King      | Dimension Data             | + 22 s          |
| 10.º | Jhonatan Restrepo  | Katusha-Alpecin            | + 22 s          |

## Clasificaciones finales
- Las clasificaciones finalizaron de la siguiente forma:[2]

### Clasificación general
| \| Clasificación general \| Clasificación general \| Clasificación general \| Clasificación general \| Clasificación general \| \| Ciclista \| Ciclista \| Equipo \| Tiempo \| \| \| --------------------- \| --------------------- \| --------------------- \| --------------------- \| --------------------- \| \| 1.º \| George Bennett \| LottoNL-Jumbo \| 22 h 54 min 38 s \| \| \| 2.º \| Rafał Majka \| Bora-Hansgrohe \| + 35 s \| \| \| 3.º \| Andrew Talansky \| Cannondale-Drapac \| + 36 s \| \| \| 4.º \| Brent Bookwalter \| BMC Racing Team \| + 45 s \| \| \| 5.º \| Ian Boswell \| Team Sky \| + 1 min 00 s \| \| \| 6.º \| Vegard Stake Laengen \| UAE Team Emirates \| + 1 min 54 s \| \| \| 7.º \| Lachlan Morton \| Dimension Data \| + 1 min 55 s \| \| \| 8.º \| Tao Geoghegan Hart \| Team Sky \| + 2 min 12 s \| \| \| 9.º \| Sam Oomen \| Team Sunweb \| + 2 min 15 s \| \| \| 10.º \| Haimar Zubeldia \| Trek-Segafredo \| + 3 min 14 s \| \| |                      |                   |                  |
| |                      |                   |                  |
| Fuente: ProCyclingStats |                      |                   |                  |
| Clasificación general |                      |                   |                  |
| Ciclista | Ciclista             | Equipo            | Tiempo           |
| 1.º | George Bennett       | LottoNL-Jumbo     | 22 h 54 min 38 s |
| 2.º | Rafał Majka          | Bora-Hansgrohe    | + 35 s           |
| 3.º | Andrew Talansky      | Cannondale-Drapac | + 36 s           |
| 4.º | Brent Bookwalter     | BMC Racing Team   | + 45 s           |
| 5.º | Ian Boswell          | Team Sky          | + 1 min 00 s     |
| 6.º | Vegard Stake Laengen | UAE Team Emirates | + 1 min 54 s     |
| 7.º | Lachlan Morton       | Dimension Data    | + 1 min 55 s     |
| 8.º | Tao Geoghegan Hart   | Team Sky          | + 2 min 12 s     |
| 9.º | Sam Oomen            | Team Sunweb       | + 2 min 15 s     |
| 10.º | Haimar Zubeldia      | Trek-Segafredo    | + 3 min 14 s     |

### Clasificación por puntos
| Clasificación por puntos | Clasificación por puntos | Clasificación por puntos | Clasificación por puntos | Clasificación por puntos |
| Ciclista                 | Ciclista                 | Equipo                   | Puntos                   |                          |
| ------------------------ | ------------------------ | ------------------------ | ------------------------ | ------------------------ |
| 1.º                      | Peter Sagan              | Bora-Hansgrohe           | 46 pts                   |                          |
| 2.º                      | Evan Huffman             | Rally Cycling            | 33 pts                   |                          |
| 3.º                      | George Bennett           | LottoNL-Jumbo            | 31 pts                   |                          |
| 4.º                      | Rafał Majka              | Bora-Hansgrohe           | 28 pts                   |                          |
| 5.º                      | Andrew Talansky          | Cannondale-Drapac        | 25 pts                   |                          |
| 6.º                      | Lachlan Morton           | Dimension Data           | 23 pts                   |                          |
| 7.º                      | Brent Bookwalter         | BMC Racing Team          | 23 pts                   |                          |
| 8.º                      | Rob Britton              | Rally Cycling            | 20 pts                   |                          |
| 9.º                      | Marcel Kittel            | Quick-Step Floors        | 18 pts                   |                          |
| 10.º                     | Ian Boswell              | Team Sky                 | 16 pts                   |                          |

### Clasificación de la montaña
| Clasificación de la montaña | Clasificación de la montaña | Clasificación de la montaña | Clasificación de la montaña | Clasificación de la montaña |
| Ciclista                    | Ciclista                    | Equipo                      | Puntos                      |                             |
| --------------------------- | --------------------------- | --------------------------- | --------------------------- | --------------------------- |
| 1.º                         | Daniel Jaramillo            | UnitedHealthcare            | 38 pts                      |                             |
| 2.º                         | Evan Huffman                | Rally Cycling               | 38 pts                      |                             |
| 3.º                         | Rafał Majka                 | Bora-Hansgrohe              | 25 pts                      |                             |
| 4.º                         | Rob Britton                 | Rally Cycling               | 22 pts                      |                             |
| 5.º                         | Lachlan Morton              | Dimension Data              | 21 pts                      |                             |
| 6.º                         | George Bennett              | LottoNL-Jumbo               | 20 pts                      |                             |
| 7.º                         | Ian Boswell                 | Team Sky                    | 18 pts                      |                             |
| 8.º                         | Scott Thwaites              | Dimension Data              | 16 pts                      |                             |
| 9.º                         | Andrew Talansky             | Cannondale-Drapac           | 15 pts                      |                             |
| 10.º                        | Gavin Mannion               | UnitedHealthcare            | 14 pts                      |                             |

### Clasificación de los jóvenes puntos
| Clasificación del mejor joven | Clasificación del mejor joven | Clasificación del mejor joven | Clasificación del mejor joven | Clasificación del mejor joven |
| Ciclista                      | Ciclista                      | Equipo                        | Tiempo                        |                               |
| ----------------------------- | ----------------------------- | ----------------------------- | ----------------------------- | ----------------------------- |
| 1.º                           | Lachlan Morton                | Dimension Data                | 22 h 56 min 33 s              |                               |
| 2.º                           | Tao Geoghegan Hart            | Team Sky                      | + 17 s                        |                               |
| 3.º                           | Sam Oomen                     | Team Sunweb                   | + 20 s                        |                               |
| 4.º                           | Enric Mas                     | Quick-Step Floors             | + 2 min 32 s                  |                               |
| 5.º                           | Maximilian Schachmann         | Quick-Step Floors             | + 2 min 55 s                  |                               |
| 6.º                           | Sepp Kuss                     | Rally Cycling                 | + 15 min 53 s                 |                               |
| 7.º                           | Jhonatan Restrepo             | Katusha-Alpecin               | + 16 min 54 s                 |                               |
| 8.º                           | Adam de Vos                   | Rally Cycling                 | + 21 min 05 s                 |                               |
| 9.º                           | Floris De Tier                | LottoNL-Jumbo                 | + 21 min 45 s                 |                               |
| 10.º                          | Daan Olivier                  | LottoNL-Jumbo                 | + 21 min 52 s                 |                               |

### Clasificación por equipos
| Clasificación por equipos | Clasificación por equipos  | Clasificación por equipos | Clasificación por equipos |
| Equipo                    | Equipo                     | Tiempo                    |                           |
| ------------------------- | -------------------------- | ------------------------- | ------------------------- |
| 1.º                       | Sky                        | 68 h 50 min 04 s          |                           |
| 2.º                       | BMC Racing Team            | + 5 min 44 s              |                           |
| 3.º                       | Cofidis, Solutions Crédits | + 12 min 10 s             |                           |
| 4.º                       | Lotto NL-Jumbo             | + 18 min 22 s             |                           |
| 5.º                       | Cannondale-Drapac          | + 23 min 38 s             |                           |
| 6.º                       | Dimension Data             | + 24 min 24 s             |                           |
| 7.º                       | Quick-Step Floors          | + 26 min 40 s             |                           |
| 8.º                       | Bora-Hansgrohe             | + 28 min 14 s             |                           |
| 9.º                       | UnitedHealthcare           | + 29 min 25 s             |                           |
| 10.º                      | Rally Cycling              | + 31 min 57 s             |                           |

## Evolución de las clasificaciones
| Etapa (Vencedor)                  | Clasificación general | Clasificación por puntos | Clasificación de la montaña | Clasificación de los jóvenes | Clasificación de la combatividad | Clasificación por equipos |
| --------------------------------- | --------------------- | ------------------------ | --------------------------- | ---------------------------- | -------------------------------- | ------------------------- |
| 1.ª etapa (Marcel Kittel)         | Marcel Kittel         | Marcel Kittel            | No se entregó               | Floris Gerts                 | Ben Wolfe                        | Katusha-Alpecin           |
| 2.ª etapa (Rafał Majka)           | Rafał Majka           | Rafał Majka              | Daniel Jaramillo            | Lachlan Morton               | George Bennett                   | Sky                       |
| 3.ª etapa (Peter Sagan)           | Rafał Majka           | Peter Sagan              | Daniel Jaramillo            | Lachlan Morton               | Ben Wolfe                        | Sky                       |
| 4.ª etapa (Evan Huffman)          | Rafał Majka           | Peter Sagan              | Daniel Jaramillo            | Lachlan Morton               | Evan Huffman                     | Sky                       |
| 5.ª etapa ( Andrew Talansky)      | Rafał Majka           | Peter Sagan              | Daniel Jaramillo            | Lachlan Morton               | Rob Britton                      | Sky                       |
| 6.ª etapa (CRI) (Jonathan Dibben) | George Bennett        | Peter Sagan              | Daniel Jaramillo            | Tao Geoghegan Hart           | No se entregó                    | Sky                       |
| 7.ª etapa (Evan Huffman)          | George Bennett        | Peter Sagan              | Daniel Jaramillo            | Lachlan Morton               | Evan Huffman                     | Sky                       |
| Clasificación final               | George Bennett        | Peter Sagan              | Daniel Jaramillo            | Lachlan Morton               | No se entregó                    | Sky                       |

## UCI World Ranking
El Tour de California otorga puntos para el UCI WorldTour 2017 y el UCI World Ranking, este último para corredores de los equipos en las categorías UCI ProTeam, Profesional Continental y Equipos Continentales. Las siguientes tablas son el baremo de puntuación y los corredores que obtuvieron puntos:
| Posición              | 1.ª | 2.ª | 3.ª | 4.ª | 5.ª | 6.ª | 7.ª | 8.ª | 9.ª | 10.ª |
| Clasificación general | 300 | 250 | 215 | 175 | 120 | 115 | 95  | 75  | 60  | 50   |
| Por etapa             | 40  | 15  | 6   |     |     |     |     |     |     |      |
| Líder                 | 6   |     |     |     |     |     |     |     |     |      |

| Clasificación | Clasificación        | Clasificación     | Clasificación | Clasificación | Clasificación | Clasificación |
| Posición      | Ciclista             | Equipo            | General       | Etapa         | Líder         | Total         |
| ------------- | -------------------- | ----------------- | ------------- | ------------- | ------------- | ------------- |
| 1.º           | Rafał Majka          | Bora-Hansgrohe    | 250           | 55            | 24            | 329           |
| 2.º           | George Bennett       | LottoNL-Jumbo     | 300           | 21            | 6             | 327           |
| 3.º           | Andrew Talansky      | Cannondale-Drapac | 215           | 46            | -             | 261           |
| 4.º           | Brent Bookwalter     | BMC Racing        | 175           | 15            | -             | 190           |
| 5.º           | Ian Boswell          | Sky               | 120           | 6             | -             | 126           |
| 6.º           | Vegard Stake Laengen | UAE Emirates      | 115           | -             | -             | 115           |
| 7.º           | Lachlan Morton       | Dimension Data    | 95            | -             | -             | 95            |
| 8.º           | Evan Huffman         | Rally Cycling     | 5             | 80            | -             | 85            |
| 9.º           | Tao Geoghegan Hart   | Sky               | 75            | -             | -             | 75            |
| 10.º          | Sam Oomen            | Sunweb            | 60            | -             | -             | 60            |